# Rommenasjö
Rommenasjö är en sjö i Borås kommun i Västergötland och ingår i Rolfsåns huvudavrinningsområde. Sjön är 11,8 meter djup, har en yta på 0,024 kvadratkilometer och befinner sig 209 meter över havet.